# Jacob Fugger dit le Riche (Dürer)
Jacob Fugger dit le Riche est un portrait réalisé par Albrecht Dürer vers 1518 pendant la 18e Diète d'Empire à Augsbourg.

## Description
Le portrait du marchand Jacob Fugger est réalisé d'assez loin[Comment ?]. Le fond bleu clair adoucit la rigueur et la sobriété du regard. La position de la tête reflète une impression de force et de confiance en soi.  Le front large et les lèvres minces donnent en plus au spectateur l'impression d'avoir une forte personnalité en face de lui, qui ne nécessite aucune décoration religieuse ou autres sur la poitrine. L'élégant béret simple et doré de clerc est une indication de la position sociale élevée du personnage peint. Le teint du visage imberbe est clair. Le fond bleu est le même que celui du Portrait d'une jeune femme  peint en 1506.
Les bords extérieurs des robes Jakob Fugger et fourrures se croisent et se chevauchent. Ils créent sous la forme d'un triangle, d'une pyramide ascendante, un effet de solidité et de rigueur de la forme.
Albrecht Dürer était l'émissaire de la ville de Nüremberg à la 18ème Diète d'Empire à Augsbourg. Outre Jacob Fugger, il a portraituré plusieurs autres personnalités en vue.

## Doute sur l'authenticité
Il est incontestable que le tableau est issu de l'atelier de Dürer. Mais des historiens de l'art renommés dont Max Jakob Friedländer, Norbert Wolf et Gisela Goldberg doutent que le maître lui-même ait peint le portrait. La physionomie du visage, qui parait figé et impassible, les faiblesses dans la présentation de la fourrure laissent à penser qu'il s'agirait d'une copie d'un tableau perdu de l'atelier. Il pourrait aussi s'agir d'une  « peinture à la colle », un premier jet présenté au client pour examen ce qui expliquerait que la représentation de la fourrure ne soit pas parfaitement exécutée.